# Conan (chien)
Pour le chien cloné de Javier Milei, voir Conan (chien de Javier Milei).
Pour les articles homonymes, voir Conan.
Conan est un chien de guerre intégré à la Delta Force américaine. C'est un malinois. Son nom a été choisi en référence à Conan O'Brien, en raison de son pelage épais. Conan a pris part au raid de Barisha en Syrie, qui a entraîné la mort d'Abou Bakr al-Baghdadi, alors dirigeant de l'organisation terroriste État islamique. Il a pourchassé Baghdadi dans un tunnel où le chef terroriste a fait exploser son gilet. 
Le général Kenneth F. McKenzie Jr. a déclaré le 30 octobre que le chien avait été blessé lors du raid en raison de la présence de fils électriques sous tension, mais qu'il avait récupéré et repris ses fonctions sur le terrain. 
Le chien fait l'objet d'une attention médiatique particulière dans les semaines qui suivent la mort du terroriste.

## Identité
Le président Donald Trump a posté la photo déclassifiée de Conan sur Twitter et l'a qualifié de « merveilleux chien » dans le tweet (wonderful dog). Son nom n'est pas révélé : c'est Newsweek qui diffuse cette information par la suite. Quelques jours plus tard, Trump l'appelle également Conan. Trump a par la suite tweeté un mème le représentant en train d'attribuer une médaille en bronze, en référence à la médaille d'honneur, à Conan,. 
Après avoir grandement gagné en popularité, une vague de merchandising avec la représentation de Conan a été produite, et le slogan Zero Bark Thirty est apparu en ligne après le raid (en référence au nom de code Zero Dark Thirty, utilisé par les Américains pour donner l'heure de lancement du raid qui a permis de tuer Oussama ben Laden). 

### Sexe de Conan
Newsweek a initialement indiqué que le chien était une femelle, mais le magazine a par la suite publié une correction indiquant qu'il s'agissait d'un mâle. RTL News a indiqué que Conan avait été formé par une entreprise de Best, aux Pays-Bas, avant d’être transporté aux États-Unis. Un homme, identifié comme étant son ancien propriétaire et entraîneur, déclare : « C’est un mâle de cinq ans. C'est un très bon chien. ». Le 25 novembre 2019, un responsable de la Maison Blanche a déclaré que le chien était une femelle avant d'émettre une correction, affirmant que Conan était en fait un mâle. Le lendemain, un responsable de la défense américaine a contesté cette affirmation et indiqué à ABC News que Conan était une femelle, avant de se rétracter peu de temps après, plusieurs responsables ayant affirmé avoir vérifié que Conan était un mâle.

## Visite à la Maison Blanche
Le 25 novembre 2019, Conan a fait une apparition avec un maître-chien à la Maison Blanche. Le président Donald Trump a présenté Conan aux journalistes de la roseraie de la Maison-Blanche, en disant: « Voici donc Conan. En ce moment, c'est probablement le chien le plus célèbre au monde ». Trump a déclaré que, tout en honorant Conan d'une médaille et d'une plaque, il avait rencontré certains des autres soldats des opérations spéciales ayant participé au raid pour éliminer Baghdadi. Ces soldats n'ont pas été identifiés pour des raisons de sécurité, étant donné qu'ils sont encore en service actif,.

## Voir également
- Sergent Stubby, le chien de guerre le plus décoré de la Première Guerre mondiale
- Lucca, chien récipiendaire de la Médaille Dickin, qui a servi avec US Marines en Afghanistan